# Pomník popraveným účastníkům přerovského povstání
Pomník popraveným účastníkům přerovského povstání, nazývaný také pomník/památník obětí přerovského povstání, je exteriérový válečný památník a kulturní památka. Je situován v městské části Černovír města Olomouc v okrese Olomouc. Nachází se také v regionu Haná, v mezoregionu Hornomoravský úval v chráněné krajinné oblasti Litovelské pomoraví a v Olomouckém kraji.

## Historie a popis
Pomník byl postaven k uctění popravených účastníků Přerovského povstání proti německé okupaci Československa, jež vypuklo 1. května 1945 v Přerově na základě mylné zprávy o konci války. Povstání bylo potlačeno ještě tehož dne. Na večer dne 2. května 1945 bylo 21 zatčených účastníků povstání zastřeleno v Lazecké střelnici. Zastřeleni byli také 2 muži z Olomouce, kteří museli nejprve vykopat hromadný hrob pro popravené. Přerovské povstání zahájilo období Květnových povstání českého lidu na konci druhé světové války.
Na hladkém kamenném kvádrovém soklu je umístěn kamenný kvádrový pomník, který je obložen travertinem. Na pomníku jsou umístěny bronzové reliéfní desky od Marie Bartoňkové-Drábkové se seznamem 21 popravených občanů a erbů Přerova (vlevo) a Olomouce (vpravo). Na vrcholu pomníku je malá pískovcová skulptura snad připomínající svým tvarem plamen a také padající přeražený strom. Autorem celého pomníku je Ing. J. Dvořák. Pomník je umístěn na obdélníkové vydlážděné ploše a je zde také umístěna informační tabule. První pomník byl vybudován v roce 1946 a v roce 1972 byl pomník z Lazců přemístěn na nedaleké současné místo v Černovíru u Lazecké střelnice a přestavěn. V roce 2011 darovalo Statutární město Olomouc pomník Statutárnímu městu Přerov. Pomník je připomínkou významné historické události a jeho zapsání do seznamu kulturních památek dne 3. května 1958 bylo podpořeno také ideologickými důvody v období socialistického Československa.

### Nápis na vrcholu památníku
| „ | Večer 2. května 1945 země tato vypila krev 21 mučedníků z Přerova a 2 z Olomouce | “ |

## Další informace
Pomník je celoročně volně přístupný a nachází se u cyklostezky.

## Galerie

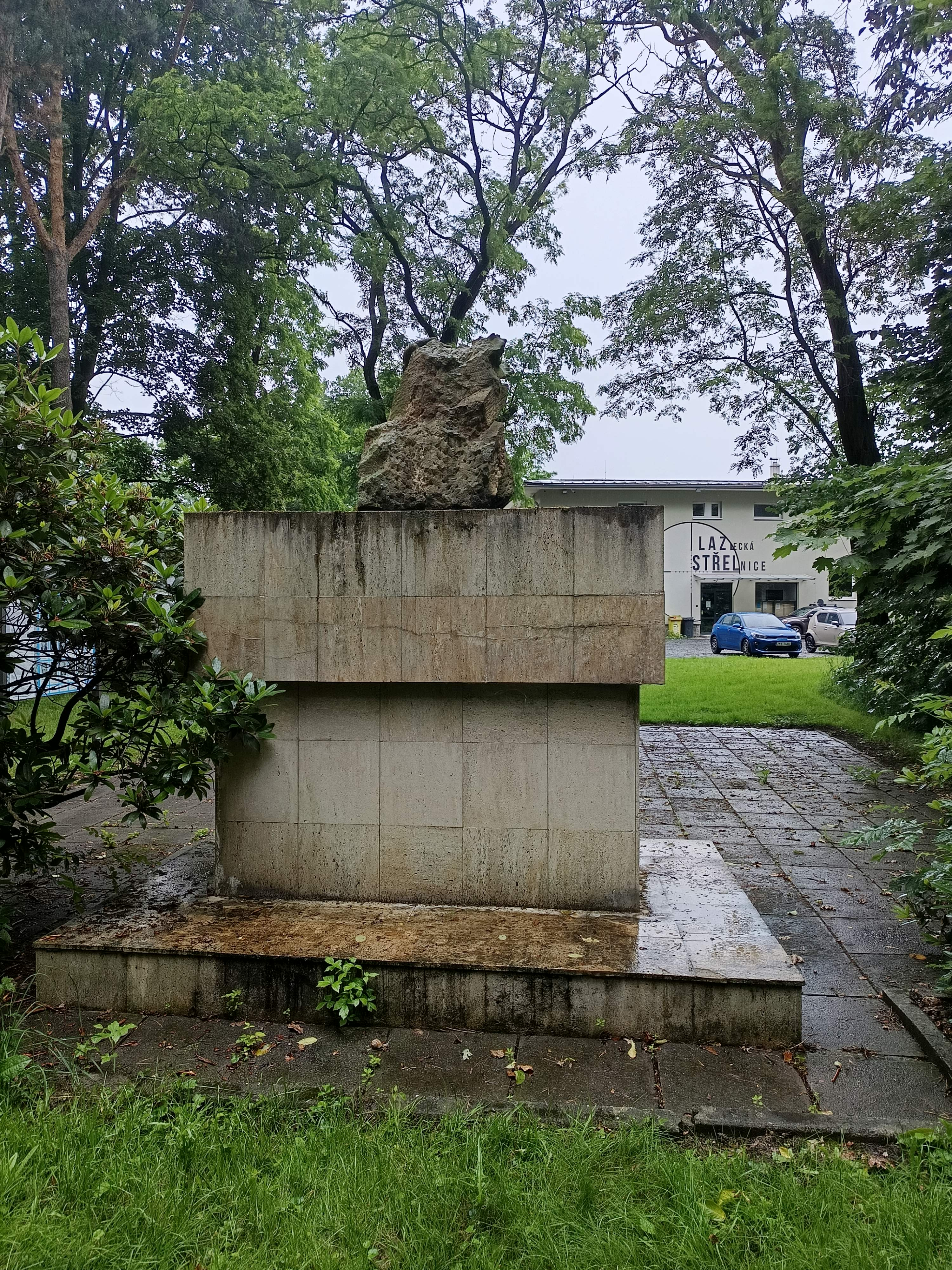
Pohled na pomník zezadu
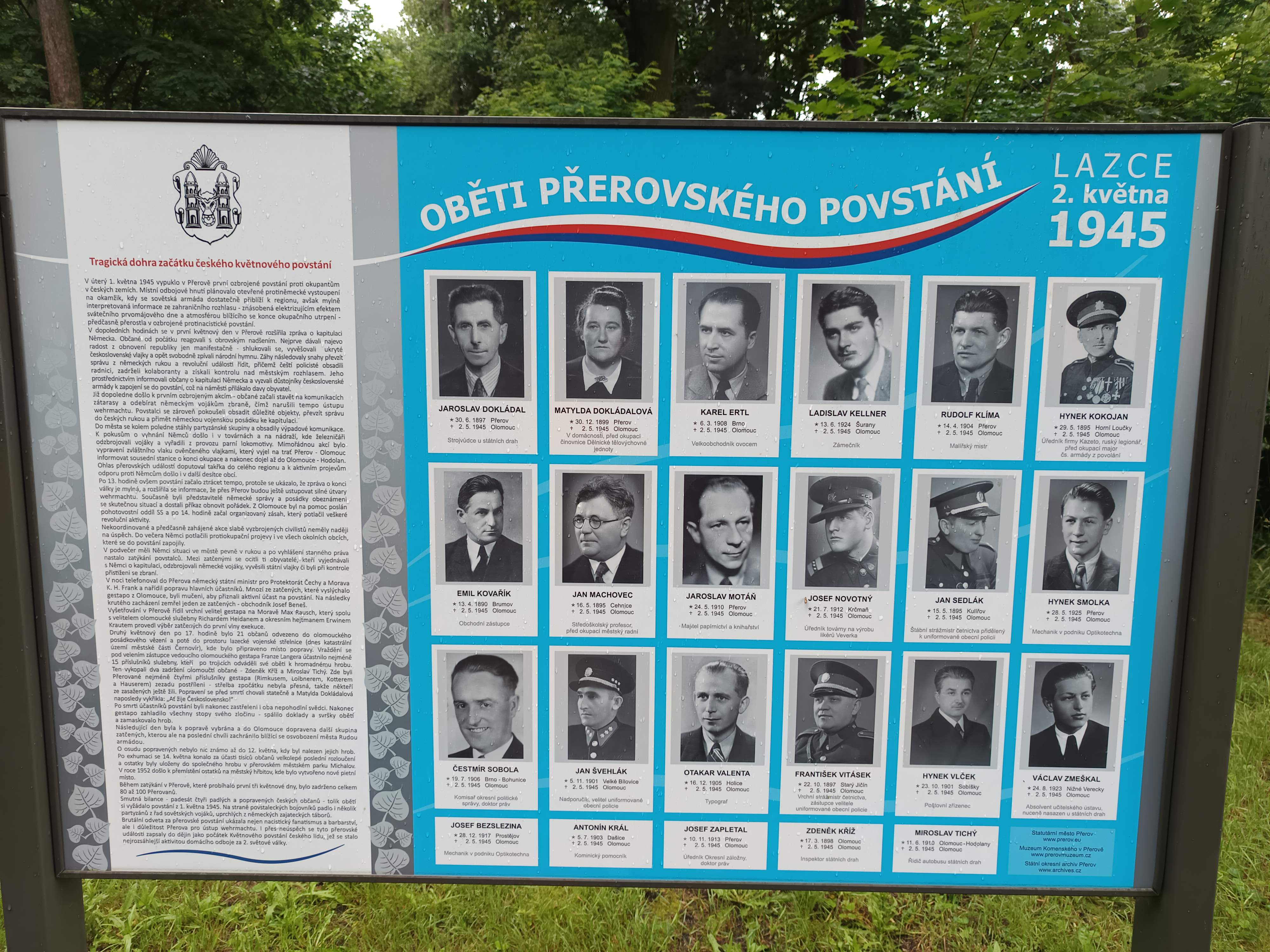
Informační panel u pomníku